# Escultura con rostro de la muerte
Escultura con rostro de la muerte o disco de la Muerte son los nombres que recibe una pieza emblemática del Museo Nacional de Antropología de la Ciudad de México, y que inaugura la Sala Teotihuacán de dicho recinto. Fue tallada en andesita y decorada con pigmento rojo, pertenece al periodo Clásico (1-650 d. C.) y sus dimensiones son: 126 x 102 x 25 cm.  La pieza es un disco de piedra en el cual se representa un rostro humano descarnado, rodeado por un halo que podría representar papel plegado. La pieza fue encontrada frente a la Pirámide del sol de Teotihuacán en 1964 y se presupone que alude al nacimiento del sol por el oriente y su declive en el poniente. El investigador Felipe Solís Olguín sugirió que al ser encontrada al frente de dicha pirámide, estaba relacionada con el sacrificio humano.
Según el especialista Eduardo Matos Moctezuma se ha especulado que la pieza pueda no ser teotihuacana, y pertenecer a la cultura mexica. Para sostener esta información, argumentan que la lengua que emerge de su boca y el halo de papel plegado que la rodea es representativo de la cultura mexica. Sin embargo, Matos Moctezuma asegura que el elemento es original de la cultura teotihuacana, y como muchos otros elementos, fue retomado posteriormente por otras culturas, común en el Mesoamérica. 